# Mac Koshwal
Nayal Martin "Mac" Koshwal, né le 19 octobre 1987, est un joueur soudanais de basket-ball.